# カルロス・アルベルト・アギレラ
カルロス・アルベルト・アギレラ・ノバ（Carlos Alberto Aguilera Nova, 1964年9月21日 - ）は、ウルグアイ・モンテビデオ出身の元サッカー選手。元ウルグアイ代表。ポジションはフォワード。

## 経歴
1980年にモンテビデオのCAリーベル・プレートでサッカー選手としてデビュー。ナシオナル・モンテビデオやラシン（アルゼンチン）などでプレーし、1989年にジェノアに移籍、1990-91年度シーズンには15ゴール、1991-92年度シーズンには10ゴールを挙げた。1992-93年度シーズンからトリノに移籍、このシーズンも12得点を挙げ、更に決勝でASローマを破ってコッパ・イタリアを制した。その後は引退まで祖国のCAペニャロールでプレーした。
ウルグアイ代表としては、1982年から1997年までに65試合に出場（23得点。1983年のコパ・アメリカでは優勝して得点王（3得点）にもなった。ワールドカップには、1986年のメキシコ大会、1990年のイタリア大会に出場している。

## タイトル
ウルグアイ代表
- コパ・アメリカ : 1983

トリノ
- コッパ・イタリア : 1992-93